# ألفبائية يونانية
الألفبائية اليونانية أو الأبجدية الإغريقية هي الحروف التي تستخدم لكتابة اللغة يونانية منذ القرن الثامن قبل الميلاد، اشتُقت هذه الحروف من الحروف الفينقية القديمة وأصبحت فيما بعد مصدراً لاشتقاق الحروف اللاتينية والسيريلية. بالإضافة إلى استخدامها اللغوي، تستخدم الحروف اللاتينية بشكل رئيسي كمصدر للرموز التقنية الحديثة في كثير من الحقول كالرياضيات والعلوم.
تتكون مجموعة الحروف اليونانية من أربعة وعشرين حرفاً تبتدأ بحرف «ألفا Α» وتننهي بحرف  «أوميغا  Ω»، ابتدأ استخدامها على صورة شكل واحد لكل حرف  قبل أن تتطور لاستخدام شكلي الحرف الصغير  والحرف الكبير مثل حال اللغتين اللاتينية والسيريلية. وقد تم الانتقال إلى هذا الشكل من الاستخدام خلال العصر الحديث.
هناك اختلاف في أصوات بعض الحروف وطريقة كتابتها ما بين اللغة اليونانية القديمة واللغة اليونانية المعاصرة، يعزى هذا الاختلاف إلى تغير أساليب النطق داخل اللغة نفسها.

## الحروف
(أنظر أسفله)

### الأصوات
في كلا اللغتين اليونانية القديمة والمعاصرة تتميز طريقة كتابة الأحرف  (الرموز الحرفية) بعلاقة ثابتة مع أسلوب النطق مما يجعل توقع طريقة نطق الحرف أمراً وارداً. تختلف طريقة النطق بين اليونانية القديمة واليونانية المعاصرة اختلافاً كبيراً لعدد من الحروف  ويرجع هذا الاختلاف للتغيير المنتظم الذي أصاب طريقة النطق خلال الحقب ما بعد الكلاسيكية. (أنظر أسفله!)
| الحروف اليونانية الصغيرة والكبيرة وأسمائها | الحروف اليونانية الصغيرة والكبيرة وأسمائها | الحروف اليونانية الصغيرة والكبيرة وأسمائها | الحروف اليونانية الصغيرة والكبيرة وأسمائها | الحروف اليونانية الصغيرة والكبيرة وأسمائها | الحروف اليونانية الصغيرة والكبيرة وأسمائها | الحروف اليونانية الصغيرة والكبيرة وأسمائها | الحروف اليونانية الصغيرة والكبيرة وأسمائها |
| ------------------------------------------ | ------------------------------------------ | ------------------------------------------ | ------------------------------------------ | ------------------------------------------ | ------------------------------------------ | ------------------------------------------ | ------------------------------------------ |
| Α α ألفا                                   | Β β بيتا                                   | Γ γ غاما                                   | Δ δ دلتا                                   | Ε ε إبسيلون                                | Ζ ζ زيتا                                   | Η η إيتا                                   | Θ θ ثيتا                                   |
| Ι ι إيوتا                                  | Κ κ كبا                                    | Λ λ لامدا                                  | Μ μ مو                                     | Ν ν نو                                     | Ξ ξ إك ساي (زاي)                           | Ο ο أوميكرون                               | Π π پاي                                    |
| Ρ ρ رو                                     | Σ σ ς سغما                                 | Τ τ تاو                                    | Υ υ أبسيلون                                | Φ φ فاي                                    | Χ χ خاي                                    | Ψ ψ بسي                                    | Ω ω أوميغا                                 |

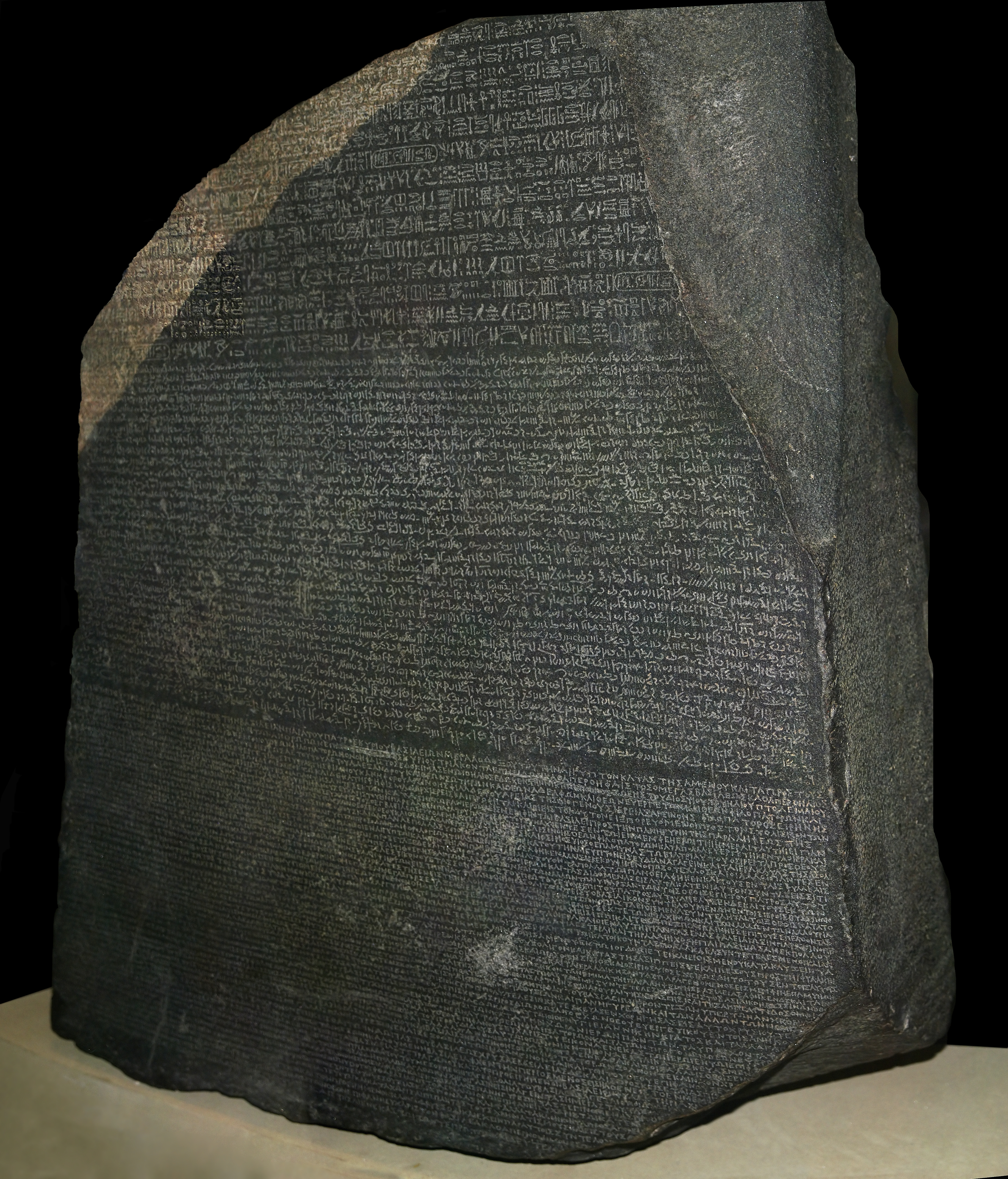
صورة حجر رشيد، دقة كاملة: 7 ميجابايت .المقاييس: 1230 مليمتر ، بعرض 757 مليمتر ، وبسمك 284 مليمتر.

طبقا للقائمة أسفله يرجع  أصل حروف الكتابة اليونانية إلى عائلة الكتابة الهيروغليفية المصرية ، وبدأت الكتابة بالأحرف اليونانية حوالي 800 سنة قبل الميلاد .  

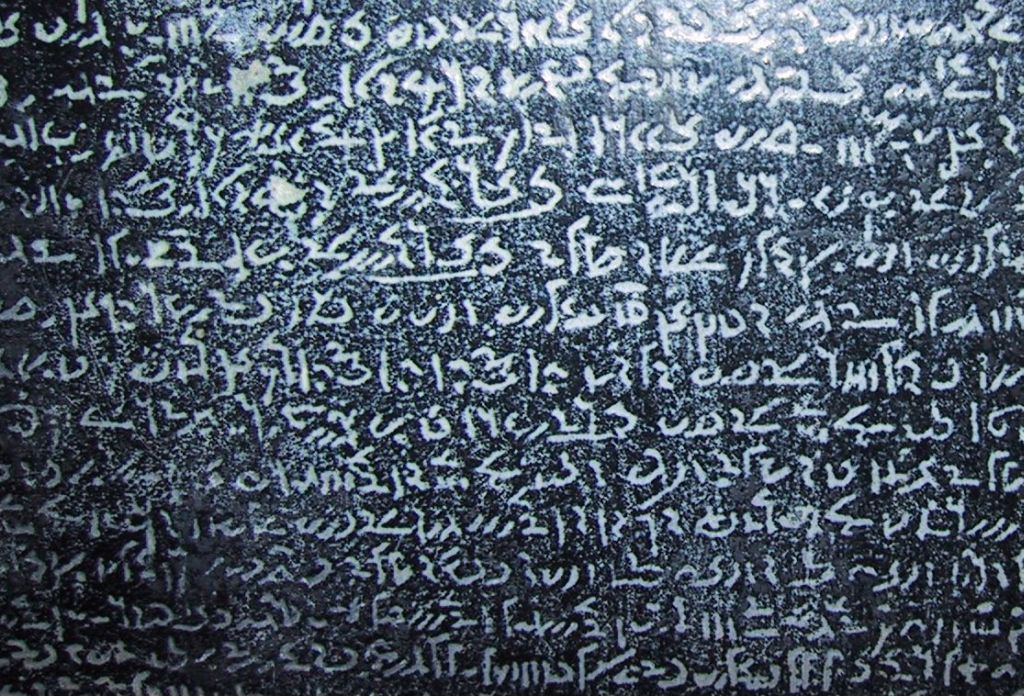
نص من الكتابة الديموطيقية على حجر رشيد. أخذت عنها الأحرف الفينيقية ثم اليونانية.

## وصلات خارجية
(بالإنجليزية)
- U0370.pdf
- واو ديغما
- ستيغما
- هيتا
- سان
- قوبا
- سامبي, ديسيغما
- شو

| Αα            | Ββ | Γγ | Δδ | Εε | Ζζ | Ηη | Θθ  | Ιι  | Κκ  | Λλ  | Μμ  | Νν  | Ξξ  | Οο  | Ππ  | Ρρ | Σσς | Ττ | Υυ | Φφ | Χχ | Ψψ | Ωω |
|               |    |    |    |    |    |    | Ϝϝ* | Ϛϛ* | Ͱͱ* | Ϻϻ* | Ϙϙ* | Ϟϟ* | Ͳͳ* | Ϡϡ* | Ϸϸ* |    |     |    |    |    |    |    |    |
| تاريخ • تشكيل |    |    |    |    |    |    |     |     |     |     |     |     |     |     |     |    |     |    |    |    |    |    |    |